# ISS-Expedition 37
ISS-Expedition 37 ist die Missionsbezeichnung für die 37. Langzeitbesatzung der Internationalen Raumstation (ISS). Die Mission begann mit dem Abkoppeln des Raumschiffs Sojus TMA-08M von der ISS am 10. September 2013 und endete mit dem Abkoppeln von Sojus TMA-09M am 10. November 2013.

## Mannschaft
- Fjodor Nikolajewitsch Jurtschichin, Kommandant (Russland/Roskosmos, Sojus TMA-09M, 4. Raumflug)
- Karen Lujean Nyberg, Bordingenieur (USA/NASA, Sojus TMA-09M, 2. Raumflug)
- Luca Parmitano, Bordingenieur (Italien/ESA, Sojus TMA-09M, 1. Raumflug)

zusätzlich ab dem 26. September 2013:
- Oleg Walerjewitsch Kotow, Bordingenieur (Russland/Roskosmos, Sojus TMA-10M, 3. Raumflug)
- Sergei Nikolajewitsch Rjasanski, Bordingenieur (Russland/Roskosmos, Sojus TMA-10M, 1. Raumflug)
- Michael Scott Hopkins, Bordingenieur (USA/NASA, Sojus TMA-10M, 1. Raumflug)

Noch vor Ende der Expedition 37 trafen die nächsten drei Raumfahrer ein, um eine Fackel für die Olympischen Winterspiele 2014 in Sotschi (Russland) zu übergeben:
- Michail Wladislawowitsch Tjurin, Bordingenieur (Russland/Roskosmos, Sojus TMA-11M, 3. Raumflug)
- Richard Alan Mastracchio, Bordingenieur (USA/NASA, Sojus TMA-11M, 4. Raumflug)
- Kōichi Wakata, Bordingenieur (Japan/JAXA, Sojus TMA-11M, 4. Raumflug)

Kotow übernahm vor dem Abdocken von Sojus TMA-09M mit Jurtschichin, Nyberg und Parmitano das Kommando und bildete danach mit Rjazanski, Hopkins, Tjurin, Mastracchio und Wakata die Crew der ISS-Expedition 38.

### Ersatzmannschaft
Seit Expedition 20 wird wegen des permanenten Trainings für die Besatzungen keine offizielle Ersatzmannschaft mehr bekanntgegeben. Inoffiziell gelten die Backup-Crews der beiden Sojus-Zubringerraumschiffe TMA-09M und TMA-10M (siehe dort) als Ersatzmannschaft der Expedition 37. In der Regel kommen diese Crews dann jeweils zwei Missionen später selbst zum Einsatz.

## Missionsbeschreibung
Mit der Abkopplung des Raumschiffes Sojus-TMA 08M von der Station begann die ISS-Expedition 37. Im Verlaufe der Mission wurden etwa 100 Experimente auf den Gebieten Astronomie, Biologie, Materialwissenschaften, Medizin, Physik und Technik durchgeführt bzw. betreut. Eine Neuerung am Sojus-Raumschiff Sojus-TMA 10M, welches am 25. September den zweiten Teil der Besatzung brachte, war die Verwendung eines verbesserten Leit- und Verbindungssystems Kwant, mit dem die Nutzung der Relaissatelliten vom Typ Lutsch möglich werden soll.
Ursprünglich sollte während der Dienstzeit der Besatzung das russische Labormodul Naúka an die Station ankoppeln. Aufgrund von ungenau ausgeführten Arbeiten, verzögert sich dessen Start allerdings weiter, mindestens bis November 2015.
Das nächste Raumfahrzeug, das per Manipulatorarm an die ISS angelegt wurde, war Cygnus 2 (Orb-CRS-1), der am 18. September startete, bei dem es aber ein Problem in der Formatierung der GPS-Daten gab, weshalb der Anflug auf die Station verschoben wurde. Der Frachter erreichte die ISS am 29. September.
Ende Oktober koppelte das vierte Automated Transfer Vehicle (ATV 4) vom Heck der ISS ab und verglühte nach mehreren Bremsmanövern am 2. November in dichten Atmosphärenschichten. ATV 4 wurde am 5. Juni vom Raumfahrtzentrum Kourou in Französisch-Guayana an der Spitze einer Ariane-5-Trägerrakete gestartet und trug den Beinamen Albert Einstein. Es besaß mit Treibstoffen und Fracht eine Gesamtmasse von reichlich 20,2 Tonnen. Davon entfielen etwa 6,6 Tonnen auf die einzelnen Bestandteile der Nutzlast. Der Frachter hatte in den Monaten August, September und Oktober drei größere Bahnanhebungsmanöver für die gesamte, mehr als 400 t träge Station durchgeführt. Nach dem Entladen der Fracht waren Tanks und Frachtraum des Raumschiffs mit Abfällen versehen worden. Am 25. Oktober wurden die Luken am Heck der Station geschlossen.
ATV 4 machte damit Platz für das Raumschiff Sojus-TMA 09M, das am 1. November von seinem Anlegeplatz am Modul Rasswjet abgekoppelt wurde und anschließend am Heck wieder andockte. Am 7. November startete das Raumschiff Sojus-TMA 11M, das dann an Rasswjet festmachte. Damit waren zum zweiten Mal drei Sojus-Raumschiffe an der ISS angekoppelt. Am 9. November wurde dann bei einem Außenbordeinsatz eine olympische Fackel symbolisch übergeben, die anschließend mit Sojus-TMA 09M zur Erde zurückgebracht wurde. Damit endete die ISS-Expedition 37.

### Außenbordeinsatz
Bei einem Außenbordeinsatz am Nachmittag und Abend des 9. November 2013 wurde eine olympische Fackel, die am Donnerstag zur ISS gebracht worden war, außerhalb der Station von einem Läufer zum nächsten übergeben. Dies erfolgte kurz nach Beginn des Ausstiegs gegen 16 Uhr MEZ. 26 Minuten vorher hatten die beiden Kosmonauten Oleg Kotow und Sergej Rjasanski die Station über das Modul Pirs verlassen. Anschließend wurde die Fackel, die während der Aktion durch ein dünnes Kabel gesichert war, wieder im Ausstiegsmodul verstaut.
Danach wurden eine Fußhalterung und ein Handlauf demontiert und der Versuch unternommen, diese an einem neuen Einsatzort zu installieren. Nach einigen Problemen damit entschied man sich, diese zunächst zur Überprüfung in das Ausstiegsmodul mitzunehmen. Des Weiteren sollte eine Flachantenne für radiometrische Messungen zur Erdbebenvorhersage an der Außenseite von Swesda deaktiviert und zusammengeklappt werden, was aber nicht vollends gelang, so dass man sie wieder entfaltete.
Abschließend wurde eine Vielzahl von Fotos verschiedener Arbeitsplätze und Objekte angefertigt. Der Ausstieg endete nach 5 Stunden und 50 Minuten gegen 21:24 Uhr MEZ, nach offizieller Moskauer Zeit war es bereits der 10. November (0:24 Uhr MoZ).